# Guillem Vives
Guillem Vives Torrent (Barcelona, 16 de junho de 1993) é um basquetebolista profissional espanhol que atualmente defende o Valencia. O atleta que possui 1,92m de altura e pesa 86kg  atua na posição Armador.

## Títulos e Honrarias

### Clubes
- Campeão Infantil da Espanha 2007-08 (DKV Joventut)
  -  Vice-campeão Junior da Espanha 2010-11 (DKV Joventut)

### Seleção
- Medalha de Ouro no Europeu Sub18 de Breslávia em 2011
- Medalha de Bronze no Europeu Sub20 de Tallin em 2013
- Medalha de Ouro no EuroBasket 2015 com finais em Lille em 2015

### Pessoais
- 2008-09 Melhor passador do Campeonato Espanhol de Cadetes
- 2013-14 Melhor Jogador Jovem e participante do Quinteto Ideal Jovem da Liga ACB
- 2014-15 Participante do Quinteto Ideal Jovem da Liga ACB

## Ligações Externas
- Guillem Vives no X
- Página de Guillem Vives no Sítio da Liga ACB